# Richard Ali A Mutu
Pour les articles homonymes, voir Ali.
Ne doit pas être confondu avec Richard Ali.
Richard Ali, de son vrai nom Richard Ali A Mutu Kahambo, né le 11 juillet 1988 à Mbandaka, est un écrivain congolais.

## Biographie
Richard Ali est compté parmi les 39 écrivains subsahariens ayant moins de 40 ans de l'Anthologie Africa39 préfacée par Wole Soyinka. Œuvrant pour la défense et la promotion des langues congolaises, surtout pour la production d’une littérature dans ces langues, il écrit en Lingala et en français, et parrainé par Ngũgĩ wa Thiong’o, son roman publié aux éditions Mabiki écrit entièrement en lingala est traduit en anglais,,.
Ali est CEO d'Alibooks.cd et gestionnaire de la Bibliothèque Wallonie à Kinshasa[réf. nécessaire]. En mars 2021, il est choisi pour diriger le grand prix congolais du livre à travers l'ASBL Écrivains du Congo qui gère aussi le concours du grand prix panafricain de littérature organisé sous le haut patronage de Félix Tshisekedi, président de l'Union africaine 2021-2022,.

## Œuvres
- (en) Richard Ali A Mutu, Mr Fix-it : traduction anglaise de Ebamba, Kinshasa, éditions Phoneme media, 2017, 108 p. (ISBN 978-1944700072).
- Richard Ali A Mutu, Le Cauchemardesque de Tabu : recueil des nouvelles, Kinshasa – Wavre, éditions Mabiki (ln), 2011, 64 p. (ISBN 978-2930369631).
- Richard Ali A Mutu, Le Cauchemardesque de Tabu avec bière fracassée : recueil des nouvelles, Kinshasa, éditions Mediaspaul, 2014, 110 p. (ISBN 9782741408956).
- Richard Ali A Mutu, Ebamba, Kinshasa-Makambo : lisolo, Kinshasa – Wavre, éditions Mabiki, 2014, 180 p. (ISBN 9782930369716) (Contribution importante de Bienvenu Sene Mongaba[8]).
- (ln) Richard Ali A Mutu, Okozonga Maboko Pamba, Kinshasa – Wavre, éditions Mabiki, 2017 (ISBN 978-2-930369-22-8).
- (ln + fr) Richard Ali A Mutu, Ebamba, Kinshasa – Makambo : version bilingue, Kinshasa – Wavre, éditions Mabiki, 2019, 180 p. (ISBN 978-2-930999-49-4).
- Max Lobe et Richard Ali A Mutu, Génève – Kin 2020 la Correspondance : roman collectif, Lagrasse, éditions BSN Press, 2020, 132 p. (ISBN 978-2-940648-20-7).
- Richard Ali A Mutu, Et les portes sont de bouches !, Kinshasa, éditions Mabiki, 2021, 261 p. (ISBN 978-2-930999-48-7).